# Zollwache
Die Zollwache wurde im Oktober 1830 als Gränzwache aufgestellt und war damit der älteste Wachkörper Österreichs, dem die Überwachung der Zollgrenze und der Übertrittstellen oblag. Die Zollwache war dem Bundesministerium für Finanzen unterstellt und wurde im Juli 2005 durch Überführung in die Bundespolizei und die Operative Zollaufsicht (OZA) aufgelöst.
Mit dem Beitritt der ost- und mitteleuropäischen EU-Mitgliedsländer am 1. Mai 2004 wurde die Zollwache auf Grund einer politischen Entscheidung der Bundesregierung vom Jahre 2003 aufgelassen. Lediglich 50 Beamte am Flughafen Wien-Schwechat versahen, als Übergangslösung, weiterhin ihren Dienst; die restlichen Bediensteten wurden der Bundesgendarmerie und dem Bundessicherheitswachekorps zugeteilt. Seit 1. Juli 2005 gab es definitiv keine Zollwache mehr, zeitgleich erfolgte die Fusionierung von Bundesgendarmerie, Bundessicherheitswachekorps und Kriminalbeamtenkorps zur Bundespolizei.
Die Hauptaufgabe der Zollwache war die Zollkontrolle und Einhebung von Zöllen bei Warenimporten nach Österreich. Auch die Verhinderung und Aufdeckung von Schmuggel sowie die Verbringung illegaler Waren wie Drogen oder artengeschützter Tiere gehörte zu den Aufgaben.
Sowohl an der Zollgrenze gegenüber dem Ausland als auch im Landesinneren gab es Zolldienststellen, z. B. auf den Zollbahnhöfen. In Wien war anstelle des heutigen Bahnhofs Wien-Mitte der Bahnhof  Hauptzollamt; so benannt, da sich in unmittelbarer Nähe das Hauptzollamt befand.
Ab 1995 wurde der Dienst gemeinsam mit der Bundesgendarmerie, die für die Personenkontrolle zuständig war, durchgeführt.
Schon mit dem Betritt zum Schengener Abkommen und dem freien Warenverkehr, nicht nur innerhalb der EU, sondern auch mit den EWR-Ländern Schweiz und Liechtenstein wurde der Zoll an den West- und Südgrenzen obsolet. Viele Beamte mussten an die Ostgrenze des Landes wechseln. Durch den freien Warenverkehr mit den neuen Mitgliedsländern waren sie dort auch nicht mehr erforderlich. Viele der Beamten wechselten in den Dienst der Bundesgendarmerie, die weiterhin die Personenkontrolle durchführte, oder des Bundessicherheitswachekorps. Auch illegale Grenzübertritte versuchte die Bundesgendarmerie gemeinsam mit dem Bundesheer zu verhindern.
Sinngemäßer Nachfolger der Zollwache ist die Operative Zollaufsicht (OZA).

Korpsabzeichen der Zollwache

## Korpsabzeichen
Das Korpsabzeichen der Zollwache zeigte drei perspektivisch zur österreichischen Staatsgrenze laufende Straßenstrecken. Die am geschlossenen österreichischen Grenzbalken endenden Symbol der österreichischen Staats- und Gebietshoheit bezogen auf die Tätigkeit der Zollwache, die Zollhoheit. Ein gewaffneter, über dem Grenzbalken frei schwebender Adler symbolisiert die Zollwache und deren Wehrhaftigkeit und Wachsamkeit. Halbkreisförmig wird das Korpsabzeichen von einem jeweils zur Hälfte aus Lorbeer und Eichenlaub bestehenden Kranz als Symbole für Ehrenhaftigkeit und Pflichttreue umschlossen.

## Historisches
Die Zollwache wurde am 10. Oktober 1830 unter dem damaligen Namen Gränzwache mit ungefähr 15.000 Mann für alle Kronländer der Monarchie des Hauses Österreich unter der Leitung der k.k. allgemeinen Hofkammer, des späteren Finanzministeriums, aufgestellt. In Venetien und der Lombardei trug sie den Namen Guardia di Finanza. 1843 wurde sie bei der Vereinigung mit der Gefällenwache zur k.k. Finanzwache umbenannt. Dienstgrade der Mannschaften waren – in aufsteigender Folge – Aufseher (rangierte mit dem k.u.k. Armee-Korporal), Oberaufseher (Führer) und Respicient (Feldwebel); in jedem Commissärsbezirk hatte ein Respicient die Dienststellung eines Ober-Respicienten (etwa: Stabsfeldwebel). Die Offiziersränge waren Commissär (Hauptmann), Ober-Commissär  (Major), (Gränz-)Inspector (Oberstleutnant) und als Oberinspector (Oberst); die k.k. Finanzwache verfügte über keine Entsprechungen der Armee-Dienstgrade Leutnant und Oberleutnant. Durch die Bestimmungen des Zollgesetzes aus dem Jahre 1920 wurde die Finanzwache in Zollwache umbenannt. Im Jahre 1938 wurde die Zollwache in den Zollgrenzschutz der Reichsfinanzverwaltung eingegliedert und erst im Jahre 1945 wieder dem Bundesministerium für Finanzen unterstellt.